# Italia in Coppa continentale di atletica leggera
La Coppa continentale di atletica leggera, in precedenza denominata Coppa del mondo di atletica leggera, era una competizione organizzata dalla IAAF dal 1977 al 2018, a cui partecipavano squadre continentali e nazionali.
La nazionale italiana vi ha partecipato un'unica volta nel 1981, come paese ospitante, concludendo al sesto posto sia nella classifica maschile che in quella femminile. In altre occasioni alcuni atleti azzurri sono stati selezionati per la rappresentativa europea. Nella storia della Coppa continentale  l'unica vittoria di un atleta italiano è stata ottenuta da Salvatore Antibo nella gara dei 10000 metri piani del 1989.

## Bilancio complessivo
| Oro | Argento | Bronzo | Tot. | Oro | Argento | Bronzo | Tot. | Oro | Argento | Bronzo | Tot. |   |    |
| 11  | 1977    | 1      | 5    | 6   | 12      | 0      | 4    | 1   | 5       | 1      | 9    | 7 | 17 |

## Atleti italiani sul podio

### Uomini
- 1977: Pietro Mennea  (200 m piani)
- 1979: Mauro Zuliani  (400 m piani), Mariano Scartezzini  (3000 m siepi)
- 1981: Mariano Scartezzini  (3000 m siepi),[1] Giampaolo Urlando  (lancio del martello), Vittorio Fontanella  (5000 m piani)
- 1985: Stefano Mei  (5000 m piani), Alessandro Andrei  (getto del peso)
- 1989: Salvatore Antibo  (10000 m piani), Alessandro Lambruschini  (3000 m siepi)
- 1992: Andrea Benvenuti  (800 m piani)
- 1994: Alessandro Lambruschini  (3000 m siepi)
- 1998: -
- 2002: -
- 2006: -
- 2010: -
- 2014: -
- 2018: -

### Donne
- 1977: Sara Simeoni  (salto in alto)
- 1979: Sara Simeoni  (salto in alto)
- 1981: Gabriella Dorio  (1500 m piani), Silvana Cruciata  (3000 m piani)
- 1985: -
- 1989: -
- 1992: -
- 1994: -
- 1998: -
- 2002: -
- 2006: -
- 2010: Libania Grenot  (staffetta 4×400 m)
- 2014: -
- 2018: -